# Tachia gracilis
Tachia gracilis är en gentianaväxtart som beskrevs av George Bentham. Tachia gracilis ingår i släktet Tachia och familjen gentianaväxter. Inga underarter finns listade i Catalogue of Life.